# The Talent Scouts
The Talent Scouts is een Nederlandse zangtalentenjacht van SBS6 waarvan de eerste aflevering werd uitgezonden op 8 juli 2023.

## Programmaformule
In The Talent Scouts strijden zangers onder leiding van scouts voor een optreden op Pinkpop en een geldbedrag van €25.000 om het optreden vorm te geven. Tijdens vijf auditierondes moeten de kandidaten een van de scouts zien te overtuigen om voor hen geld te bieden. De scout die het meeste geld biedt, mag de kandidaat in zijn of haar team verwelkomen. De scouts zijn Angela Groothuizen, Tabitha, Flemming, Nicky Romero en Donnie. Ieder van hen krijgt per aflevering 5.000 euro om in te zetten om een bepaalde kandidaat in zijn of haar team te krijgen. Vanuit de auditierondes stromen per scout vier kandidaten door naar de halve finales.
In de halve finales vallen nog is per team twee kandidaten af. Dit doen zijn door in battles tegen elkaar te strijden. De winnaar van iedere battle gaat door naar de finale. In de finale bepaalt de kijker wie de winnaar van The Talent Scouts wordt en daarmee een optreden op Pinkpop mag geven.

## Seizoen 1
Seizoen 1 van The Talent Scouts begon op 8 juli 2023 met vijf auditierondes. Vervolgens volgden er twee halve finales waarin werd bepaald wie zich plaatsten voor de finale. Op 26 augustus 2023 vond in een live-uitzending de finale plaats waarin de kijker mocht bepalen wie er met de winst vandoor zou gaan. De kijker bepaalde dat Gideon Luciana de winnaar van seizoen 1 was, en daarmee mocht optreden op Pinkpop 2024.

### Audities

#### Aflevering 1
|    | Artiest        | Nummer                     | Team          |
| -- | -------------- | -------------------------- | ------------- |
| 1. | Kayla          | Ken Je Mij                 | Team Angela   |
| 2  | Cici           | The Edge of Glory          | Team Tabitha  |
| 3. | Dylan          | Sexy and I know it         | Team Angela   |
| 4. | Gideon Luciana | Bridge Over Troubled Water | Team Nicky    |
| 5. | Eric           | Mr. Bojangles              | Team Donnie   |
| 6. | Annika         | Bohemian Rhapsody          | Team Flemming |

#### Aflevering 2
|    | Artiest             | Nummer                        | Team          |
| -- | ------------------- | ----------------------------- | ------------- |
| 1. | Anika van Driel     | The House of the Rising Sun   | Team Flemming |
| 2  | Lisa Post           | Nobody's Wife                 | Team Tabitha  |
| 3. | Peggy               | I just wanna make love to you | Team Donnie   |
| 4. | Emilia Mabel        | Liefs uit Londen              | Team Nicky    |
| 5. | Cornelius Leonardus | Halo                          | Team Angela   |

#### Aflevering 3
|    | Artiest        | Nummer                 | Team          |
| -- | -------------- | ---------------------- | ------------- |
| 1. | Senja Sargeant | I Will Always Love You | Team Donnie   |
| 2  | Joep           | Hit the Road Jack      | Team Flemming |
| 3. | De Formatie    | Ik ga zwemmen          | Team Angela   |
| 4. | Kasper Nova    | One Love               | Team Tabitha  |
| 5. | Nikki Born     | Eye of the Tiger       | Team Donnie   |
| 6. | Mariléne       | Crazy                  | Team Tabitha  |
| 7. | Jean Toxic     | Make it rain           | Team Angela   |

#### Aflevering 4
|    | Artiest        | Nummer                      | Team          |
| -- | -------------- | --------------------------- | ------------- |
| 1  | Mikki van Wijk | Verloren                    | Team Nicky    |
| 2  | Jefferson      | Writing's On The Wall       | Team Flemming |
| 3. | Bregje Bart    | Slipping Through My Fingers | Team Tabitha  |
| 4. | Hard2Get       | Iris                        | Team Angela   |
| 5. | Rosanne        | Kleine jongen               | Team Donnie   |
| 6. | Jaleesa        | I Say a Little Prayer       | Team Flemming |
| 7. | Bastian Steven | Just The Way You Are        | Team Nicky    |

#### Aflevering 5
|    | Artiest        | Nummer              | Team          |
| -- | -------------- | ------------------- | ------------- |
| 1  | Emma Boertien  | Always              | Team Angela   |
| 2  | Nikki          | In The Name Of Love | Team Nicky    |
| 3. | Menno Aben     | Before I Go         | Team Tabitha  |
| 4. | Sean Webster   | Roxanne             | Team Angela   |
| 5. | Justin de Mari | Billie Jean         | Team Flemming |

### Halve finale[2]
| Nummer                  | Artiest                       |
| Team Nicky Romero       | Team Nicky Romero             |
| ----------------------- | ----------------------------- |
| 1                       | Gideon Luciana                |
| 2                       | Mikki van Wijk                |
| 3                       | Bastian Steven                |
| 4                       | Nikki Born                    |
|                         | Emilia Mabel                  |
| Team Angela Groothuizen |                               |
| 1                       | Jean Toxic                    |
| 2                       | Emma Boertien                 |
| 3                       | Cornelius Leonardus           |
| 4                       | Dylan Wayne                   |
|                         | Kayla                         |
|                         | Hard2Get                      |
| Team Tabitha            |                               |
| 1                       | Kasper Nova                   |
| 2                       | Marilène Mühren               |
| 3                       | Menno Aben                    |
| 4                       | Cici Isenia                   |
|                         | Lisa Post                     |
|                         | Bregje Bart                   |
| Team Flemming           |                               |
| 1                       | Jefferson Yaw Frempong-Manson |
| 2                       | Justin de Mari                |
| 3                       | Anika van Driel               |
| 4                       | Annika                        |
|                         | Joep                          |
|                         | Jaleesa                       |
| Team Donnie             |                               |
| 1                       | Sean Webster                  |
| 2                       | Senja Sargeant                |
| 3                       | Eric                          |
| 4                       | De Formatie                   |
|                         | Nikki                         |
|                         | Rosanne                       |

### Legenda
| # | Reden                                            |
| - | ------------------------------------------------ |
|   | Kandidaat was door naar de finale                |
|   | Geëlimineerd in duels                            |
|   | Door scout van stoel gehaald tijdens de audities |

### Finale[3]
| Plaats | Artiest             | Nummer                           | Eindscore | Bijzonderheden |
| ------ | ------------------- | -------------------------------- | --------- | -------------- |
| 1.     | Gideon Luciana      | Earth Song                       | 9.3       | Winnaar        |
| 2.     | Emma Boertien       | What the World Needs Now Is Love | 9.1       |                |
| 3.     | Justin de Mari      | We Are The Champions             | 9.0       |                |
| 4.     | Sean Webster        | Human                            | 8.2       |                |
| 5.     | Cornelius Leonardus | Angels                           | 8.0       |                |
| 6.     | Kasper Nova         | Sex Bomb                         | 7.9       |                |
| 7.     | Anika van Driel     | Modern World                     | 7.8       |                |
| 8.     | De Formatie         | Smoorverliefd                    | 7.5       |                |
| 9.     | Mikki van Wijk      | Therapie                         | 7.3       |                |
| 10.    | Cici Isenia         | The Best                         | 6.8       |                |